# Paul Nadar

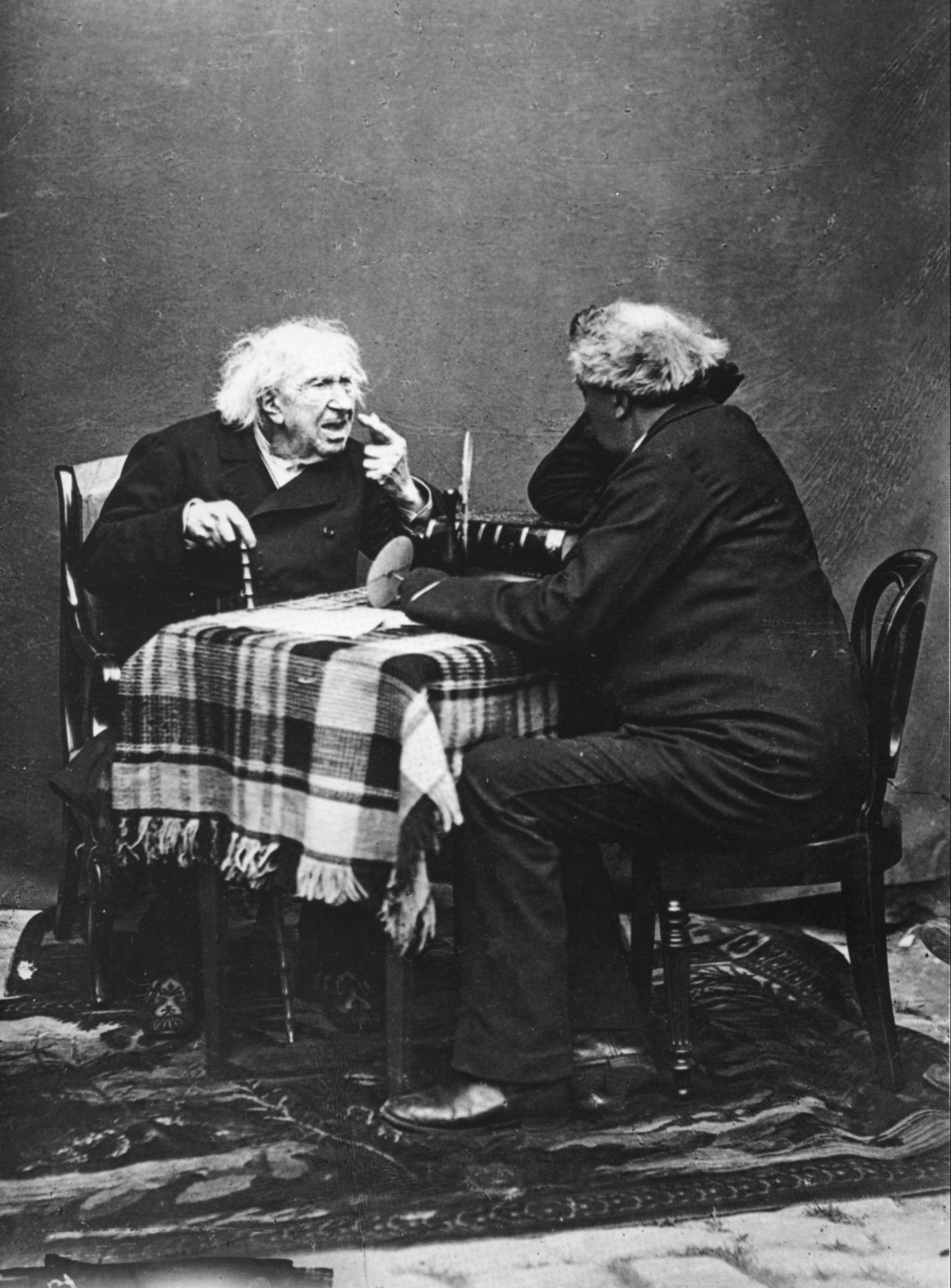
Félix Nadar, Paul Nadar: Rozhovor pana Nadara s panem Chevreulem v den jeho stých narozenin, 1886

Paul Nadar (8. února 1856 Paříž – 1. září 1939 tamtéž) byl francouzský portrétní fotograf a syn Gasparda-Félixe Tournachona.

## Život a dílo
Byl jediným dítětem Ernestine Tournachonové a fotografa Gasparda-Félixe Tournachona, známého jako Nadar a také s jeho svolením mohl pseudonym Nadar používat.
Fotografovat se naučil od svého otce, autora mnoha portrétů umělců a představitelů elity francouzské druhé říše. Tyto fotografie byly bez rekvizit a dekorativního pozadí a kladly důraz na osobnost modelu. Postupem času se estetické portréty Nadara-otce staly obětí konvencionalizmu a komercializace. Místo velkorozměrných snímků s nejmenšími detaily na mokrých kolódiových deskách se Nadar-otec začal věnovat lukrativnějším carte de visite. V roce 1871 Nadar starší zavřel fotografické studio na Boulevard des Capucines a přestěhoval se na ulici d’Anjou 51. V roce 1874 převzal Paul Nadar vedení podniku na d’Anjou 51. Paul Nadar začal vést ateliér se svou matkou, zaměřil se na zisková a populární témata, avšak zůstal u banální roviny fotografie, kterou dotvářel pomocí dekorativního pozadí, hraných vymyšlených póz a bohatých rekvizit.
Nadar-otec se do činnosti studia nezapojoval a ani neschvaloval změny, které v něm nastaly. Přibližně v roce 1885 se vztahy mezi oběma muži odcizily, ale o rok později se otec se synem usmířili, což vedlo ke společnému dílu s názvem Entretien de M. Nadar avec M. Chevreul, le jour de son centenaire (Rozhovor pana Nadara s panem Chevreulem v den jeho stých narozenin). Jednalo se o rozhovor s lékárníkem Michelem Eugenem Chevreulem (101 let), který řídil Nadar-otec a fotografoval Paul. Soubor fotografií, který se objevil v časopise L'Illustration v roce 1886, je považován za průkopnickou práci v historii vývoje fotografické reportáže a první foto-rozhovor. Rozhovor byl dokonce nahráván na phonophon Clémenta Adera (1841–1925).
Po vzoru svého otce začal fotografovat ze vzduchu (balónová fotografie). V roce 1890 se vydal na cestu z Evropy do Turkestánu ve stopách bývalé Hedvábné stezky a fotografoval navštívená místa. Používal nový fotoaparát Kodak a o tři roky později se stal zástupcem této společnosti. Své výsledky prezentoval po návratu Francouzské fotografické společnosti (Société française de photographie).
V roce 1891 založil časopis Paris-Photographe. Paul Nadar se v roce 1895 stal oficiálně majitelem ateliéru svého otce a vedl jej až do své smrti v roce 1939. Během několika dalších let jej vedla jeho dcera Martha, ale nakonec byl uzavřen. Celé studiové vybavení, negativy i fotografie Nadara otce i Paula Nadara prodala francouzské vládě Nadarova druhá manželka Anne.
Paul Nadar byl inovativní experimentátor, zaváděl v ateliéru umělé osvětlení a patentoval projekční systém pro animaci statických snímků.

## Galerie

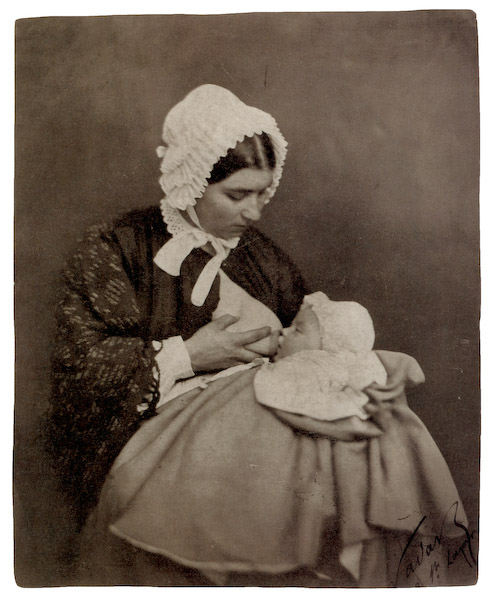
F. Nadar, Paul Nadar s chůvou, 1856
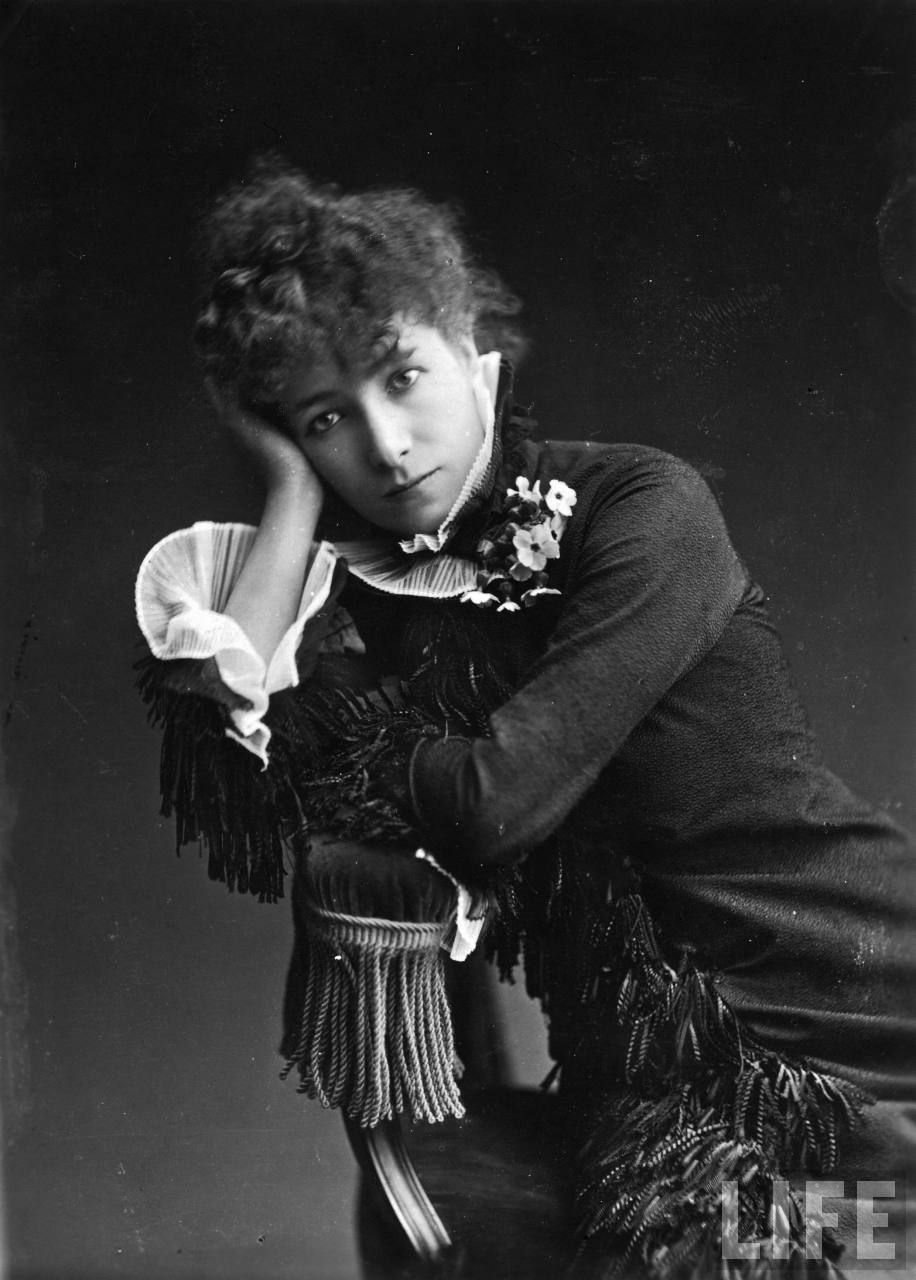
P. Nadar: Sarah Bernhardtová, asi 1878
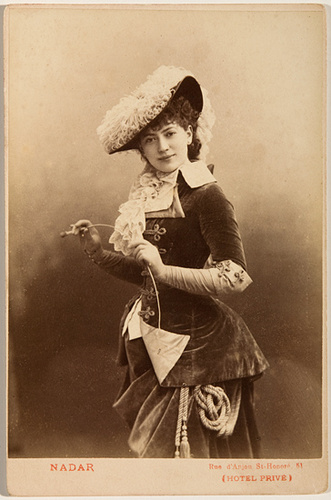
P. Nadar, Portrét dívky, asi 1885
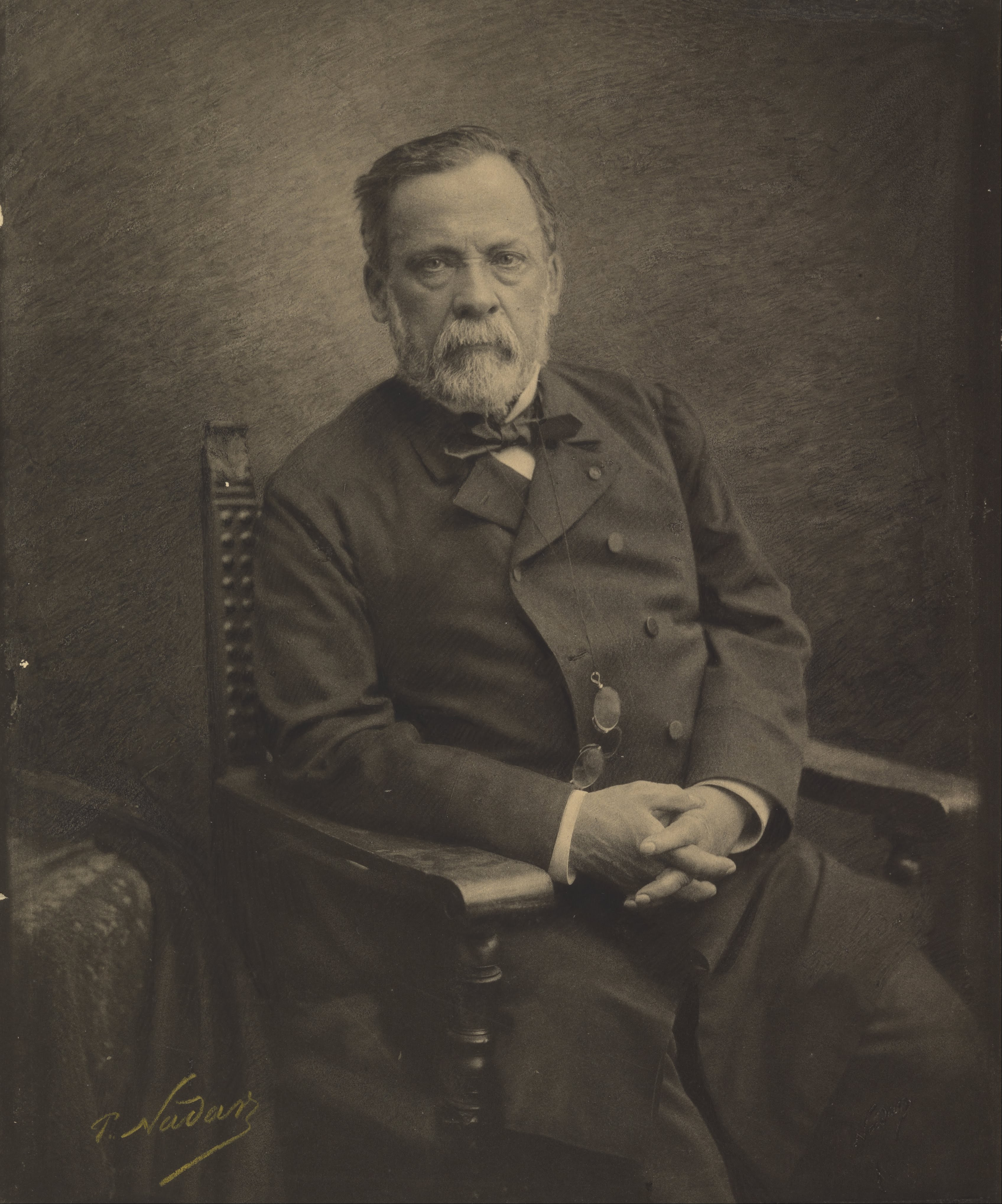
Paul Nadar: Louis Pasteur
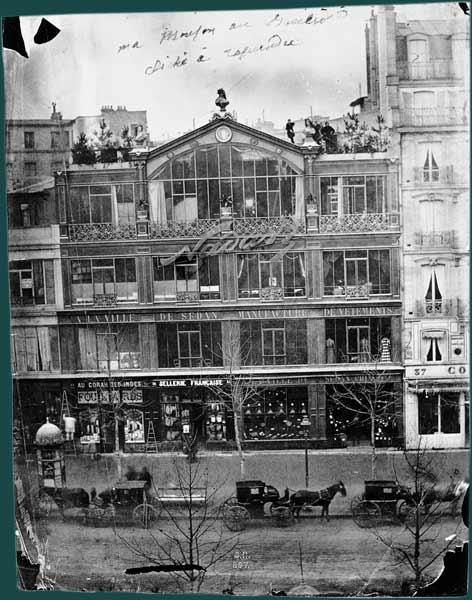
Nadarův fotografický ateliér, Boulevard des Capucines, Paříž, 1860